# جون فاشانو
جون فاشانو (بالإنجليزية: John Fashanu)‏ (18 سبتمبر 1962 بلندن في المملكة المتحدة - ) هو مقدم تلفزيوني ولاعب كرة قدم بريطاني في مركز الهجوم. شارك مع منتخب إنجلترا لكرة القدم. أما مع النوادي، فقد لعب مع أستون فيلا وكريستال بالاس ولينكولن سيتي أف سي ونادي ميلوول ونورويتش سيتي وميرامار رينجرز ‏ ونادي ويمبلدون.

## مسيرته الكروية
لعب جون فاشانو خلال مسيرته الاحترافية مع 6 أندية في سبعة عشر موسمًا وسجل خلالها 134 هدف ضمن 383 مباراة. حيث فاز في موسم واحد بالكأس ولم يفز بأي دوري.
خاض جون فاشانو مسيرته مع نادي نورويتش سيتي في موسم 1981–82 ولمدة موسمين، مشاركًا في 7 مباريات سجل خلالها هدفًا واحدًا. ثم انتقل إلى نادي لينكولن سيتي في موسم 1983–84 ولمدة موسمين، حيث شارك في 36 مباراة سجل خلالها 11 هدفًا. لينتقل بعدها إلى نادي ميلوول في موسم 1984–85 ولمدة موسمين، مشاركًا في 50 مباراة سجل خلالها 12 هدفًا. ثم انتقل إلى نادي ويمبلدون في موسم 1985–86 ليلعب معه تسعة مواسم، مشاركًا في 276 مباراة سجل خلالها 107 هدف. هذا وانتقل لاحقًا إلى نادي أستون فيلا في موسم 1994–95 لمدة موسم واحد، مشاركًا في 13 مباراة سجل خلالها 3 أهداف.

## وصلات خارجية
- جون فاشانو على موقع IMDb (الإنجليزية)
- جون فاشانو على موقع قاعدة بيانات الفيلم (الإنجليزية)

- جون فاشانو على موقع قاعدة بيانات كرة القدم.إي يو (الإنجليزية)
- جون فاشانو على موقع ناشيونال فوتبول تيمز (الإنجليزية)
- جون فاشانو على موقع عالم كرة القدم.نت (الإنجليزية)